# Santi Cazorla
Santiago Cazorla González, född 13 december 1984 i Llanera i Spanien, är en spansk fotbollsspelare som spelar för Real Oviedo. Han har även representerat Spaniens landslag.
Cazorla är känd för sin spelförståelse och kontroll. Han är ambidexter vilket innebär att han kan använda båda fötterna lika bra.

## Karriär
Den 7 juli 2006 skrev Santi på ett fyraårskontrakt för Recreativo de Huelva där det ingick att han under vissa förhållanden skulle återvända till Villarreal. Ungefär ett år senare återvände Cazorla till Villarreal, där han stannade till sommaren 2011 då han värvades till Málaga för cirka 180 miljoner kronor.
Den 2 augusti 2012 skrev Cazorla på för Londonklubben Arsenal, där han spelade 180 matcher och gjorde 29 mål – och två gånger var med om att vinna FA-cupen – innan han hösten 2016 drabbades av skador. I maj 2018 meddelades att Cazorla lämnar Arsenal.
Den 20 juli 2020 värvades Cazorla av Al Sadd, där han återförenades med sin tidigare lagkamrat Xavi.
Den 16 augusti 2023 blev Cazorla klar för en återkomst till Real Oviedo.

## Fotboll i släkten
Santis far José Manuel och äldre bror Fernando har också varit fotbollsspelare. Han är kusin med Raul Gonzaléz Blanco och med Mark Gonzaléz.